# Supernatural
Supernatural este un serial de televiziune american în genurile fantastic, thriller, de acțiune. Serialul a fost creat de Eric Kripke și îi are ca protagoniști pe Jared Padalecki în rolul lui Sam Winchester și pe Jensen Ackles în rolul lui Dean Winchester, doi frați care vânează demoni, fantome, monștri și alte personaje paranormale. Serialul este produs de Warner Bros. Television în asociație cu Wonderland Sound and Vision. 
Serialul este filmat în principal în Vancouver, Columbia Britanică și în zonele înconjurătoare. A fost în dezvoltare timp de aproape zece ani, deoarece creatorul Kripke a petrecut mai mulți ani fără succes în încercările sale de a-și materializa proiectul. 
Până în prezent au fost realizate 15 sezoane. Episodul pilot a fost difuzat pe 13 septembrie 2005 de The WB și a avut o audiență de cca. 5,69 milioane telespectatori, iar rating-urile ridicate ale primelor patru episoade au determinat rețeaua CW să realizeze un întreg prim sezon. Al doilea sezon a avut premiera pe 28 septembrie 2006, iar cel de-al treilea sezon pe 4 octombrie 2007, deși difuzarea sa a fost întreruptă de greva scenariștilor. Al patrulea sezon al serialului Supernatural a apărut la 18 septembrie 2008. Inițial, Kripke a planificat ca acest serial să aibă doar trei sezoane, dar mai târziu l-a extins la cinci. Producători executivi sunt McG, Robert Singer, Jeremy Carver, Phil Sgriccia și Adam Glass. Fostul producător executiv Kim Manners a murit de cancer în timpul producției celui de-al patrulea sezon.
Al cincilea sezon a început să fie difuzat la 10 septembrie 2009 și s-a terminat cu o concluzie finală a poveștii principale; cu toate acestea oficialii CW au reînnoit serialul cu un nou sezon la 16 februarie 2010. La 26 aprilie 2011, serialul a fost reînnoit cu al șaptelea sezon pentru perioada 2011–2012, având premiera la 23 septembrie 2011. La 3 mai 2012, Supernatural a fost reînnoit cu sezonul 8 de către The CW, iar Jeremy Carver a înlocuit-o pe Sera Gamble ca co-showrunner alături de Robert Singer. La 11 februarie 2013, The CW a reînnoit serialul cu sezonul 9. A avut premiera la 8 octombrie 2013. La 22 iulie 2013, The CW a anunțat că un  serial spin-off al Supernatural este în lucru, al 20-lea episod al sezonului 9 servindu-i ca episod-pilot de fundal. La 29 ianuarie 2014, a fost anunțat că numele noului serial va fi Supernatural: Bloodlines, dar rețeaua nu a ales să-l transforme într-un serial complet.
Serialul are, în prezent, mai mulți producători executivi, incluzând pe Sera Gamble, Jeremy Carver, Robert Singer și Andrew Dabb. Seria a fost reînnoită cu sezonul al unsprezecelea, având premierea pe 7 octombrie 2015. Cu acest sezon, Supernatural a devenit cel mai de durată serial american al genului fantasy. Cel de-al doisprezecelea sezon a avut premierea pe 13 octombrie 2016. Pe data de 8 ianuarie 2017, oficialii CW au anunțat apariția celui de-al treisprezecelea sezon. Cel de-al paisprezecelea sezon a avut premierea în data de 11 octombrie 2018, iar cel de-al cincisprezecelea va avea premierea tot pe 11 octombrie, 2019, joi, ora 03:00. Dacă nu era Misha Collins (Castiel), serialul s-ar fi terminat la sezonul 5. [Necesită citare]  Misha propune un sfarsit al serialului perfect, gandindu-se ca ar fi mai bine ca ultimul episod sa fie cel cu numarul 666.

## Producție
Înainte de a intra în faza de producție de televiziune, creatorul Eric Kripke a dezvoltat acest serial aproape zece ani, fiind fascinat de legende urbane încă de când era un copil. Cu toate că el și-a imaginat Supernatural ca pe un film, a petrecut numeroși ani fără succes în realizarea unui serial TV. Conceptul a trecut prin mai multe faze înainte de a deveni ceea  ce este în prezent, începând cu ideea originală a unui serial-antologie despre unul dintre acei reporteri de la ziarele de scandal care merg prin țară  într-o dubă „luptând cu demonii în căutarea adevărului”. Kripke a dorit să fie un serial de călătorie, simțind că acesta este "cel mai bun vehicul pentru a spune aceste povești... care există doar în acele mici orașe de-a lungul țării, având astfel sens să călătorești cu duba în căutarea acestora." Deoarece a scris anterior pentru The WB scenariul serialului Tarzan, Kripke a început tratativele cu rețeaua pentru realizarea acestui serial. Cu toate acestea, rețeaua de detestat ideea unui reporter de tabloid, așa că Kripke a avut în ultimul moment ideea de succes a două personaje care sunt frați. El a decis ca frații să fie din Lawrence, Kansas, fiind aproape de Stull Cemetery, un loc faimos pentru legendele sale urbane.
Kripke se hotărâse asupra numelor ''Sal'' și ''Dean'' pentru personajele principale ale serialului, ca un omagiu adus nuvelei Pe drum, scrisă de Jack Kerouac. Totuși, ajunse la concluzia că numele ''Sal'' era nepotrivit unui protagonist, așa l-a înlocuit cu ''Sam''. Inițial, se intenționase ca numele de familie al fraților să fie "Harrison", o recunoaștere adresată actorului Harrison Ford, din moment ce Kripke dorea ca Dean să aibă atitudinea nepăsătoare a lui Han Solo. Totuși, s-a dovedit că exista un Sam Harrison în Kansas, așa că numele a necesitat o schimbare. Combinând pasiunea sa pentru Casa Misterioasă din Winchester și dorința de a da serialului un aer de western modern, Kripke s-a hotărât asupra numelui de familie ''Winchester''. Însă și aceasta s-a dovedit a fi o problemă. Numele tatălui lui Sam și Dean se voia a fi ''Jack'', dar exista un Jack Winchester cu reședința în Kansas, iar Kripke a fost nevoit să schimbe numele personajului în ''John''.

## Prezentare

### Sezonul unu
Sezonul unu a fost difuzat în Statele Unite, începând cu 13 septembrie 2005 și s-a încheiat la 4 mai 2006, fiind format din 22 de episoade. Primele 16 episoade au fost difuzate în zilele de marți, la 9:00, după care serialul a fost reprogramat pentru a fi difuzat în zilele de joi.
După moartea mamei lor, într-un incendiu suspect care le-a ars casa, Sam și Dean Winchester au trăit o viață mereu pe drumuri alături de tatăl lor. Anii trec, iar cei doi băieții fac echipă pentru a-l găsi pe  tatăl lor, John, care dispare în timpul unei „vânători”. Cu toate acestea, tatăl lor nu este un vânător obișnuit: el vânează creaturi supranaturale, cum ar fi fantome, vampiri și spirite. De asemenea John și-a instruit fiii să facă același lucru. De-a lungul călătoriei lor, Sam și Dean salvează oameni nevinovați, luptă cu creaturi și fantome și adună indicii privind locul în care se află tatăl lor. Sam începe să dezvolte în mod misterios abilități psihice și are viziuni în timpul  călătoriei. Ei îl găsesc în cele din urmă pe tatăl lor, care le arată că creatura care a ucis-o cu  ani în urmă pe  mama lor este demonul Azazel (denumit și "Ochi galbeni") și singurul lucru care-l poate ucide este o armă legendară creată de Samuel Colt. Sezonul se încheie cu frații și tatăl lor implicați într-un accident de mașină, atunci când un camion lovește partea din față a autoturismului Impala. Ei se află în interiorul mașinii, acoperiți de sânge și inconștienți.

### Sezonul doi

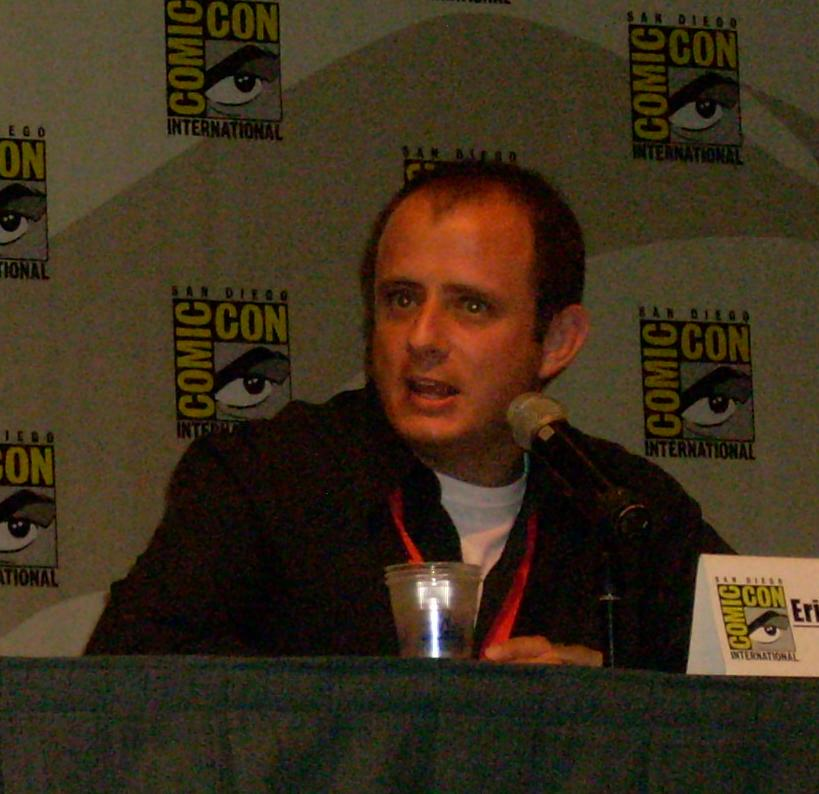
Eric Kripke este creatorul serialului Supernatural

Sezonul doi este format din 22 de episoade care au fost difuzate în zilele de joi la 21:00, în Statele Unite, începând cu 28 septembrie 2006 și s-a încheiat la 17 mai 2007.
Sezonul continuă prezentarea aventurilor lui Sam și Dean în încercarea acestora de a face față morții tatălui lor, care, după accidentul de mașină, a făcut un pact cu Azazel dându-și viața sa pentru cea a lui Dean. Sam și Dean continua să-l vâneze pe Azazel, demonul care a provocat incendiul care a dus la moartea mamei lor, și mai târziu, la moartea iubitei lui Sam, Jessica. Ei sunt ajutați de aliați noi: Ellen, Jo și Ash. O parte din planul lui Azazel este în cele din urmă dezvăluit: acela de a-i aduna pe Sam și pe alții cu abilități psihice similare pentru a se lupta reciproc pentru a rămâne cel mai bun, lucru care duce la moartea lui Sam. Dean face un pact cu un demon la o răscruce de drumuri pentru a-l aduce pe Sam înapoi în schimbul sufletului său, care va fi luat peste un an și dus în iad. Azazel deschide un portal spre iad și sute de demoni și de suflete scapă. Are loc confruntare finală a lui Azazel cu Winchester. Cu ajutorul sufletului lui John Winchester, care a scăpat din Iad prin intermediul portalului, Dean îl ucide pe Azazel și portalul este închis. Fratii Winchester și aliații lor trebuie să se ocupe de armata de demoni care a scăpat și de contractul de un an pe care Dean îl are înainte de a fi târât în iad.

### Sezonul trei
Sezonul trei este format din 16  episoade care au fost difuzat inițial în zilele de joi la 21:00, în Statele Unite, începând cu 4 octombrie 2007 și terminând la 15 mai 2008. Inițial,  au fost comandate 22 de episoade pentru al treilea sezon, dar producția a încetat la 5 decembrie 2007, după terminarea episodului 12 datorită grevei scenariștilor din America din 2007-2008. Numărul episoadelor acestui sezon a fost scurtat la șaisprezece episoade, patru noi episoade fiind difuzate în aprilie și mai 2008.
Sezonul se concentrează în principal pe încercarea de a-l salva pe Dean de pactul său și pe vânarea demonilor care au ieșit din Iad prin portal. De-a lungul misiunii lor, frații se întâlnesc cu Ruby, un demon „bun”, care este interesat de Sam și care pretinde că este capabil să ajute la salvarea lui Dean. De asemenea, se întâlnesc cu Bela Talbot, o colecționară și vânzătoare de obiecte oculte, care este constant un ghimpe în coasta lor. Frații află de la Bela cine deține contractul lui Dean: un demon puternic pe nume Lilith. Lilith a luat sufletul lui Bela, după expirarea contractului ei, dar nu înainte de a-i avertiza pe Sam și Dean. Frații, împreună cu Ruby, o vânează pe Lilith și încercă să o omoare. Lilith nu-l poate opri pe Sam din cauza abilităților sale misterioase; totuși contractul lui Dean expiră și sufletul său este luat în Iad.

### Sezonul patru

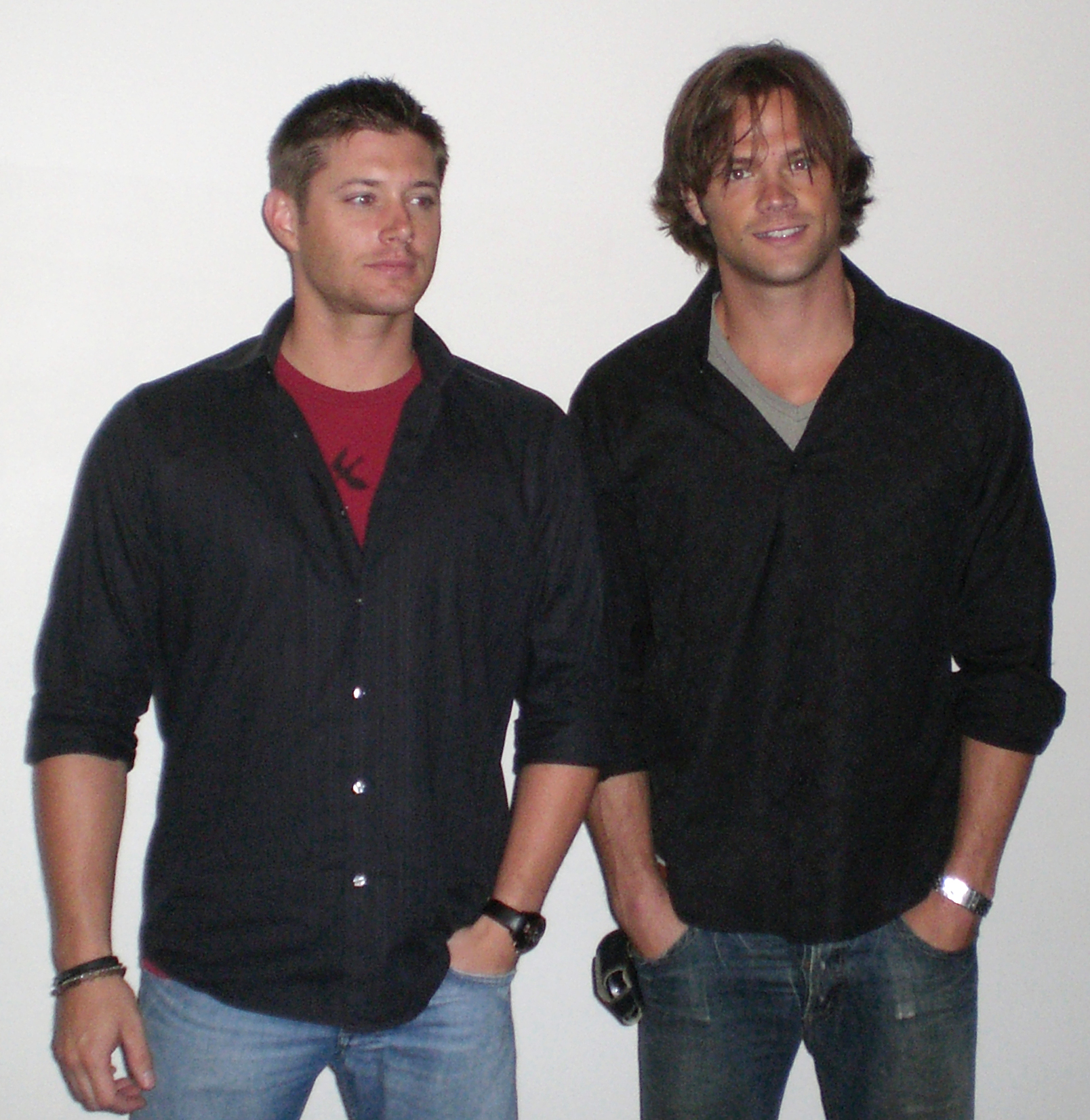
Jensen Ackles (stânga) și Jared Padalecki (dreapta), doi dintre protagoniștii serialului.

Sezonul patru este format din 22 de episoade care au fost difuzate în zilele de joi la 09:00, în Statele Unite, începând cu 18 septembrie 2008 și terminând la 14 mai 2009.
Dean este salvat din iad și adus înapoi de către un înger al Domnului numit Castiel, unul dintre îngerii care apar de-a lungul întregului sezon. Frații colaborează cu castiel pentru a opri planul lui Lilith de rupere a celor 66 de sigilii ale Apocalipsei, lucru care ar permite arhanghelului căzut Lucifer, "Diavolul" sau "Satana", să fie din nou liber pe Pământ. Relația dintre Sam și Dean este tensionată. Sam începe să treacă din ce în ce mai mult de partea lui Ruby în defavoarea lui Dean. El începe să scoată la lumină partea sa demonică consumând sânge demonic pentru a deveni suficient de puternic pentru a o învinge pe Lilith. El și Dean se ceartă și se despart. Sam trece pe deplin de partea lui Ruby în căutarea sa obsesivă de a o ucide pe Lilith. Dean face o înțelegere cu îngerii pentru a-l salva pe Sam, dar află că îngerii își doresc ca Apocalipsa să aibă loc pentru a reconstrui Paradisul pe Pământ. Cu ajutorul lui Castiel, Dean scapă de ceilalți îngeri și încearcă să-l oprească pe Sam după ce a aflat că moartea lui Lilith este, de fapt, ultima pecete, dar Sam o ucide între timp, dând drumul lui Lucifer pe Pământ. Ruby își dezvăluie  adevăratele intenții, fiind de fapt un demon loial lui Lucifer și Dean o ucide. Sezonul se încheie în timp ce cușca lui Lucifer se deschide și iese din Iad.

### Sezonul cinci
Sezonul cinci este format din 22 de episoade și au fost zvonuri precum că ar fi fost ultimul sezon, deoarece Eric Kripke a spus de-a lungul anilor că a planificat acest serial doar cu cinci sezoane. În ciuda acestui fapt, Jared Padalecki și Jensen Ackles au semnat contracte pentru un al șaselea sezon, iar The CW a reînnoit serialul la 16 februarie 2010.
Sezonul a fost transmis în premieră în perioada  10 septembrie 2009 –  13 mai 2010.
Al cincilea sezon prezintă încercările de a-l opri pe Lucifer și de a salva lumea de la Apocalipsă, fiind inspirat de evenimentele descrise în cartea Apocalipsei. Pe parcursul sezonului, în timp ce Castiel îl caută pe Dumnezeu, Sam și Dean se luptă atât cu îngeri cât și cu demoni, deoarece se luptă cu destinul lor de a deveni recipientele lui Lucifer și respectiv Mihail. O modalitate prin care încercă să-l oprească pe Lucifer este de a lua Coltul de la demonul Crowley pentru a-l ucide pe Lucifer cu ea, dar planul se prăbușește atunci când află că Lucifer nu poate fi ucis de Colt și în această încercare îi pierd pe colegii lor de vânătoare și prieteni, Jo și Ellen. Pierderea acestora și revelația conform căreia Dumnezeu nu-i va ajuta să oprească Apocalipsa, îl face pe Dean să fie de acord de a fi recipientul lui Mihail, dar, în cele din urmă, nu-i iese cum a plănuit. În schimb, Dean îl ucide pe îngerul Zaharia, care i-a chinuit pe frați tot sezonul. Mihail, în schimb, ia corpul lui Adam Milligan,  fratele vitreg nou înviat al lui Sam și Dean. Fiindu-le imposibil să-l învingă pe Lucifer, Sam și Dean, cu informații primite de la Păcălitor, care se dovedește a fi Arhanghelul Gavril, și cu ajutor de la demonul Crowley, se hotărăsc să adune inelele celor patru călăreți ai Apocalipsei, inclusiv Moartea, pentru a forma o cheie care  să deschidă cușca lui Lucifer. Conceptul de destin versus libertate, alegere și voință liberă joacă un rol mare. Pe parcursul sezonului, Dean, Sam, Castiel și Bobby au fiecare o criză, fiecare fiind pe punctul de a renunța. Cu toate acestea, sprijinindu-se reciproc, ei continuă să lupte. În cele din urmă, Sam îi permite lui Lucifer să intre în corpul său și îi ucide pe Bobby și Castiel, ultimul devenit om. Sam reușește apoi să recapete controlul corpului său, datorită legăturii sale cu Dean, și se aruncă (în timp ce este posedat de Lucifer) împreună cu Adam (posedat de Mihail) în cușca lui Lucifer, astfel încât Lucifer ajunge să fie iar închis. Castiel este înviat de Dumnezeu și, mai puternic ca niciodată, îl învie pe Bobby și apoi se întoarce în Cer pentru a restabili ordinea. Dean se reîntoarce la vechea sa iubită Lisa pentru a trăi o viață normală. Sam este prezentat apoi ca fiind eliberat în mod misterios din cușca lui Lucifer, în timp ce se uită de departe la fratele său care ia cina cu Lisa și fiul ei Ben în casa acesteia.

### Sezonul șase
Sezonul șase este format din 22 de episoade. Creatorul Eric Kripke a planificat inițial ca serialul să conțină doar cinci sezoane, dar după ce primele sezoane au avut rating-uri ridicate The CW a reînnoit serialul cu un al șaselea sezon. Kripke nu a mai revenit ca showrunner, iar Sera Gamble a fost producătorul executiv.
Sezonul a fost transmis în premieră în perioada 24 septembrie 2010 – 20 mai 2011.
Al șaselea sezon începe la un an de la încheierea celui de al cincilea sezon, timp în care Dean a trăit o viață oarecum fericită alături de Lisa și Ben. Când un Sam lipsit de emoții apare în fața lui Dean, ultimul este nevoit sa părăsească noul său stil de viață și să lucreze cu bunicul său înviat Samuel pentru a prinde monștri Alpha pentru demonul Crowley. Cei doi frați nu prea primesc mult ajutor de la Castiel deoarece îngerul este ocupat în ceruri cu un război civil împotriva Arhanghelului Rafael, de asemenea cei doi nu pot avea încredere în Samuel. Suspiciunile lui Dean sunt confirmate atunci când află că Samuel lucrează de fapt pentru demoni pentru a descoperi unde se află Purgatoriul. Dean descoperă că sufletul lui Sam este încă în cușcă, așa că imploră Moartea (al patrulea călăreț) pentru a-l ajuta să-l recupereze. Pentru a se asigura că Sam nu-și amintește nimic din ce a pătimit în Cușcă, Moartea ridică un zid mental în memoria lui Sam. Povestea din prima jumătate a sezonului are legătură cu așa-zisa  Mamă a Tuturor, ceea ce duce în cele din urmă la evenimente care dovedesc că îngerul Castiel este în spatele întoarcerii lui Sam din Cușcă și că vânătoarea monștrilor Alpha în căutarea Purgatoriului a fost o colaborare între Castiel și Crowley. Când frații încercă să-l oprească pe Castiel, acesta îl face pe Sam să-și aducă aminte tot ce a pățit în Cușcă din partea lui Lucifer și Mihail; totodată Castiel  absoarbe toate sufletele din Purgatoriu, începe să aibă puteri uriașe și se auto-desemnează drept Dumnezeu, nemaifiind doar un simplu înger.

### Sezonul șapte
La 26 aprilie 2011, CW a reînnot serialul cu un nou sezon, al șaptelea, care este format din 23 de episoade. 
Sezonul a fost transmis în premieră în perioada 23 septembrie 2011 – 18 mai 2012.
După ce absoarbe toate sufletele din Purgatoriu și se autoproclamă Dumnezeu, Castiel încearcă să-i pedepsească pe toți păcătoșii din lume. Însă, foarte repede, descoperă că a absorbit și Leviatani, ființe aruncate în Purgatoriu și care acum încearcă să se elibereze din corpul în care se află. Sam și Dean reușesc să trimită înapoi sufletele în Purgatoriu, dar nu și pe Leviatani, care aparent îl ucid pe Castiel înainte ca acesta să dispară. Leviatanii intră în corpurile diferitelor persoane din întreaga lume. Sam și Dean află ca slăbiciunea acestora este boratul de sodiu (sau Borax), deși nu prea are efect asupra conducătorului acestora, Dick Roman. După ce Roman îl ucide pe Bobby, Dean devine obsedat de ideea de a-i trimite înapoi pe Leviatani și află că au construit un laborator  pentru a vindeca cancerul. Unul dintre Leviatani spune că "Suntem aici pentru a ajuta", dar ei vor să consume carne de om sănătoasă, transformând omenirea în sursa lor perfectă de hrană, după cum le dezvăluie fantoma lui Bobby.  Cu ajutorul lui Castiel, frații află că singura modalitate de a-i ucide pe Leviatani este cu "osul unui muritor fără păcate spălat în sângele a trei dintre cei căzuți". În cele din urmă, Dean si Castiel îl ucid pe Dick, dar Dean este târât în Purgatoriu în timp ce Sam rămâne singur pentru a face față provocărilor lui Crowley, care intenționează să preia putere acum când Leviatanii sunt dezorganizați. 
Punctele cheie ale scenariului acestui sezon sunt lupta lui Sam cu halucinațiile constante cu Lucifer și fantoma lui Bobby care îi "bântuie" pe Sam și Dean prin intermediul unei foste sticle de alcool a lui Bobby. Furia lui Bobby față de Dick Roman îl transformă treptat într-un spirit răzbunător, iar Sam și Dean  în cele din urmă trebuie să ardă  sticla la cererea acestuia, eliberând fantoma lui Bobby, sufletul acestuia ducându-se aparent în Rai, dar de fapt ajunge în Iad pentru că regulile sunt încălcate de Crowley.

### Sezonul opt
La 3 mai 2014, CW a reînnot serialul cu un nou sezon, al optulea, care este format din 23 de episoade.
Sezonul a fost transmis în premieră în perioada 3 octombrie 2012 - 2013.
La un an după ce a fost aruncat în Purgatoriu, Dean se întoarce pe Pământ fără Castiel și transportă în corpul său sufletul unui vampir pe nume Benny care i-a arătat un portal de ieșire din Purgatoriu. Cei doi frați încep o luptă împotriva lui Crowley pentru a găsi Tăblița Demonilor  și pentru a bloca porțile iadului, astfel încât toți demonii să fie captivi în iad. Castiel, adus înapoi de către un înger pe nume Naomi, ajunge în posesia Tăbliței Îngerilor. După ce și dea seama că pentru a bloca porțile iadului Sam trebuie să moară, Dean pune capăt încercărilor. Castiel, cu toate acestea, este lăsat fără harul său de către un înger pe nume Metatron (Scribul Domnului) care aruncă milioanele de îngeri din Rai pe Pământ.

### Sezonul nouă
Sezonul a fost transmis în premieră în perioada 8 octombrie 2013 - 30 mai 2014 și este format din 23 de episoade.
În prima jumătate a celui de al nouălea sezon, îngerii au căzut pe Pământ și două facțiuni sunt în război una împotriva celeilalte. În același timp majoritatea îngerilor îl vânează pe Castiel considerându-l vinovat, alături de Metatron, de cele întâmplate, lucru care cauzează multe probleme pe Pământ. Castiel este acum un simplu om fără harul său și trebuie să se adapteze vieții de om în timp ce Crowley este prizonierul lui Sam și Dean, iar Abaddon încearcă să preia conducerea Iadului. Sam este la un pas de moarte datorită Încercărilor  lui Dumnezeu de a închide Iadul și Dean este obligat să lase un înger care pretinde a fi Ezechiel să-l posede pe Sam ca să-l vindece din interior. În timp ce vânează diverși monștri, Dean trebuie să ascundă prezența lui Ezechiel față de Sam pentru ca acesta să nu-l de-a afară și astfel să moară și, de asemenea, să-l țină pe Castiel departe la cererea lui Ezechiel. Frații încearcă să găsească și o modalitate de a-i trimite pe îngeri înapoi în Ceruri. În cele din urmă este dezvăluit faptul că Ezechiel este de fapt îngerul Gadreel, cel care l-a lăsat pe Lucifer să intre în grădina Edenului. Gadreel îl ucide pe Kevin Tran, profetul Domnului, și scapă în timp ce Castiel își recapătă puterile sale. Cu ajutorul lui Crowley, Sam îl gonește pe Gadreel din corpul său, dar Sam și Dean se ceară din nou, în timp ce Crowley este eliberat ca parte a înțelegerii cu Dean de a-l salva pe Sam. 
În a doua jumătate a sezonului, Dean face o alianță cu Crowley și încep să-l caute atât pe Gadreel pentru a se răzbuna cât și Prima Sabie, singura armă care o poate omorî pe Abaddon. Dean  dorește ca regele Iadului să rămână Crowley  deoarece Abaddon este "mult mai rea" decât acesta. În ciuda faptului că este avertizat că vor exista repercusiuni teribile, Dean primește Semnul lui Cain pe mână, fără de care Prima Sabie nu are niciun efect. După ce-l vindecă complet pe Sam, Castiel începe și el să-l caute pe Metatron, bazându-se pe faptul că Metatron este cheia pentru inversarea expulzării îngerilor din Rai. Metatron încearcă să-i unească pe toți îngerii sub conducerea sa și să se auto-proclame drept Dumnezeu, în timp ce Castiel conduce alți îngeri împotriva sa pentru a ajunge în Ceruri. În final,  Dean o ucide pe Abaddon și Castiel îl învinge pe Metatron, cu ajutorul lui Gadreel care între timp s-a pocăit, dar Metatron îl ucide pe Dean, astfel încât acesta devine un demon datorită influenței Semnului lui Cain.

### Sezonul zece
Sezonul a fost transmis în premieră în perioada 7 octombrie 2014 - 20 mai 2015 și are 23 de episoade.
În cel de-al zecelea sezon, după ce este înviat de către Semnul lui Cain, Dean devine demon și lucrează alături de Crowley. Între timp, Sam continuă să-l caute. După ce Dean refuză să urmeze ordinele lui Crowley și-l face de râs în fața supușilor săi demoni, Crowley îi transmite lui Sam locația acestuia. Pentru ajutorul oferit în căutarea fratelui său, Sam îi încredințează lui Crowley Prima Sabie. Mai târziu, Sam, cu ajutorul lui Castiel, îl vindecă pe Dean folosindu-se de ritualul sângelui purificat și îl readuce în stadiul său uman. După ce este vindecat, Dean este avertizat de Castiel că Semnul lui Cain încă reprezintă o problemă. Dean și Sam îl ajută pe înger să o găsească pe Claire, fiica lui Jimmy Novak. Dean îi măcelărește pe oamenii care o țineau captivă și pierde controlul asupra Semnului, întocmai coșmarului pe care îl avusese înainte.
Între timp, o vrăjitoare misterioasă își face apariția, dovedindu-se a fi mama lui Crowley, Rowena. De asemenea, îngerul Hannah se întoarce înapoi în Ceruri pentru ca persoana ce-i servise ca și corp să-și poată recăpăta viața. Subiectul asupra căruia se concentrează acțiunea întregului sezon este misiunea lui Dean de a rezista Semnului lui Cain și, eventual, de a găsi o cale de eliminare a acestuia. După ce Semnul îl face pe Dean să-i rupă brațul lui Charlie, Sam sugerează că acesta ar avea abilitatea de a controla Semnul măcar pe jumătate, atâta timp cât se controlează și pe el însuși. O nouă speranță de a-l scăpa pe Dean de Semnul lui Cain apare atunci când Charlie procură Cartea Damnaților. Sam are nevoie de ajutor pentru deslușirea acestui puternic ceaslov și se bazează pe Rowena, ținând întreaga operațiune secretă față de Dean. De asemenea, Sam cere și ajutorul lui Charlie, care descifrează textul însă este omorâtă de familia Steins, un neam ce a controlat în secret mai multe aspecte ale istoriei. După ce masacrează familia Steins, aproape îl omoară pe Castiel și cauzează moartea altui vânător, Dean începe să dispere și este nevoit să ceară ajutorul Morții. Moartea propune să-l izoleze pe Dean departe de Pământ, dar insistă asupra omorârii lui Sam, care, altfel, ar încerca să-l aducă înapoi pe Dean. Sam și Dean sunt de comun acord că această metodă este pentru binele majoritar. În ultimul moment, însă, Dean îl omoară pe Moarte pentru a-l salva pe Sam. Necunoscând pericolul, Rowena realizează cu succes vraja de distrugere a Semnului și eliberează Întunericul, o forță a răului primordială care fusese înlănțuită de către Semnul lui Cain. De asemenea, Rowena îl vrăjește pe Castiel și acesta îl atacă pe Crowley, în timp ce ea evadează cu Cartea Damnaților.

### Sezonul unsprezece
Al unsprezecelea sezon a fost difuzat din 7 octombrie 2015 până pe mai 2016, fiind format din 23 de episoade.
În acest sezon, Sam și Dean se confruntă cu eliberarea Amarei/Întunericului, după ce vraja Rowenei a eliminat Semnul lui Cain de pe brațul lui Dean. Curând, ei află că Dean și Amara sunt, cumva, legați. Între timp, o misterioasă ceață neagră omoară oamenii din orașul vecin. Atunci când Sam și Dean încearcă să-i salveze, o întâlnesc pe Jenna Nickerson, ajutor de șerif, care are grijă de o fetiță nou-născută al cărei tată a fost infectat și, în final, a decedat. Bebelușul este dus la casa bunicii Jennei, unde începe să manifeste puteri telekinezice, ceea ce o îndeamnă pe bătrână să contacteze un exorcist și pe Jenna să-l sune pe Dean. De îndată ce ajunge, Dean află că exorcistul este Crowley, care aflase că bebelușul este Întunericul. Intr-un final, Crowley pleacă, luând bebelușul cu el. Între timp, Sam începe să aibă viziuni de care este convins că au fost trimise de către Dumnezeu.
În timp ce Crowley are grijă de Amara, hrănind-o cu suflete, frații, alături de Castiel, încearcă să găsească o cale de a distruge Întunericul. Pentru a afla mai multe despre Amara, Castiel cere ajutorul lui Metatron iar acesta îi spune că, pentru a crea lumea, Dumnezeu a fost nevoit să-Și sacrifice sora, Întunericul. În acest punct, Sam are viziuni cu Cușca în care sunt închiși Mihail și Lucifer.
Pentru a face față celei mai periculoase creaturi cu care s-au confruntat vreodată, cei doi frați, alături de Crowley, Castiel și Rowena, merg în Iad pentru a cere ajutorul lui Lucifer. Lucifer susține că el este singurul în stare de a o învinge pe Amara, dar pentru a face asta, trebuie să posede corpul lui Sam. De asemenea, el îi spune lui Sam că întoarcerea Întunericului a slăbit puterea Cuștii și el fusese cel responsabil pentru acele viziuni, nu Dumnezeu. Când Sam refuză, Lucifer încearcă să-i omoare pe Dean, Sam și pe Castiel, dar vraja Rowenei pare să-l alunge. Mai târziu, se dovedește că acesta posedase corpul lui Castiel, deoarece îngerul spusese ''da'' în ultimul moment. Apoi, Lucifer preia controlul asupra Iadului și o omoară pe Rowena.
După ce sunt păcăliți de Lucifer, frații află că Castiel nu mai este cu ei și că Lucifer deține controlul asupra corpului său. Între timp, ei caută Mâna lui Dumnezeu, constituită din două artifacte atinse de Însuși Domnul, capabile de o putere imensă și, de asemenea, o posibilă cale de a distruge Întunericul. 
Când nicio metodă nu funcționează, Amara susține că Dumnezeu va trebui să-Și facă apariția pentru a o putea vedea distrugând tot ce El creează și iubește. Apoi, decide să-L provoace pe Dumnezeu torturând un arhanghel și anume pe Lucifer/Castiel. Între timp, Chuck se întoarce și se arată lui Metatron, prezentându-Se ca și Dumnezeu. Apoi, li Se arată fraților Winchester și toți decid să o închidă pe Amara. Rowena, care a efectuat o vrajă ce i-a oferit imortalitatea, le oferă ajutor, în timp ce Crowley și Lucifer se folosesc de îngeri și de demoni pentru a crea un atac combinat asupra Amarei. Când Chuck încearcă s-o închidă pe Amara, ea rezistă, oprindu-i pe Winchesteri, aparent omorându-l pe Lucifer și rănindu-l grav pe Chuck. Amara avertizează că Chuck nu este mort încă deoarece el va trebui să vadă cum ea va distruge tot ce a creat el vreodată. 
Ca un rezultat al rănilor lui Chuck, soarele este pe moarte, urmat de întreaga planetă. Realizând că singura cale de a salva lumea este de a-i omorî pe Amara și pe Chuck, Winchesterii încep să adune spirite pentru a crea o bombă cu puterea de a distruge Întunericul. Cu ajutorul lui Billie, purtătorul de suflete, ei reușesc să adune sufletele necesare iar acestea sunt inserate în Dean. Chuck îl trimite pe Dean la Amara, care începe deja să-și regrete acțiunile și o convinge că răzbunarea nu are niciun sens. Amara și Chuck reconciliază și Amara vindecă rănile pe care le-a produs fratelui său. Cei doi părăsesc Pământul, dar nu înainte ca Amara să-i promită lui Dean că-i va oferi ce-și dorește el cel mai mult, ca răsplată pentru ajutorul acordat. La buncăr, Castiel este alungat de către o femeie numită Domnișoara Antonia Bevell, reprezentantă a Oamenilor Literelor englezi de la Londra. Antonia îi spune lui Sam că Oamenii Literelor au trimis-o pentru a-l lua și a-l pedepsi pentru acțiunile sale și îl împușcă în timp ce Sam încearcă să îi vorbească. Umblând prin pădure, Dean o găsește pe mama sa, vie.

### Sezonul doisprezece
Al doisprezecelea sezon a apărut pe 13 octombrie 2016 și este format din 23 de episoade.
Dean își reîntâlnește mama după 30 de ani de absență. În acest timp, Sam este capturat și torturat de Lady Bevell. Dean, Mary și Castiel îl salvează pe Sam. Lucifer posedă numeroase corpuri printre care și pe Vince Vincette, un star rock. O ucide pe Rowena. După, Lucifer posedă corpul președintelui Statelor Unite ale Americii. Sam și Dean încearcă să-l avertizeze pe președinte, dar sunt considerați asasini și sunt închiși. Își înscenează moartea și scapă de acolo.
Mary începe să lucreze cu Oamenii Literelor și are o relație cu Arthur Ketch. 
Lucifer o lasă însărcinată pe Kelly Kline, iubita președintelui. Sam și Dean încearcă să o convigă pe Kelly să avorteze, dar nu au nicio șansă. Ea păstrează copilul, acest nefilim, iar Castiel devine protectorul lui. 
În finalul acestui sezon, Castiel este ucis de Lucifer, Kelly îl naște pe Jack, nefilimul, iar Mary, Lucifer și Crowley sunt prinși într-o lume paralelă, unde este un război continuu.

### Sezonul treisprezece
https://en.wikipedia.org/wiki/Supernatural_(season_13)

## Distribuție

### Actori principali
- Jensen Ackles - Dean Winchester
- Jared Padalecki - Sam Winchester
- Misha Collins - Castiel (sezoanele 4 - 15)
- Mark Sheppard - Crowley (sezoanele 5 - 12)

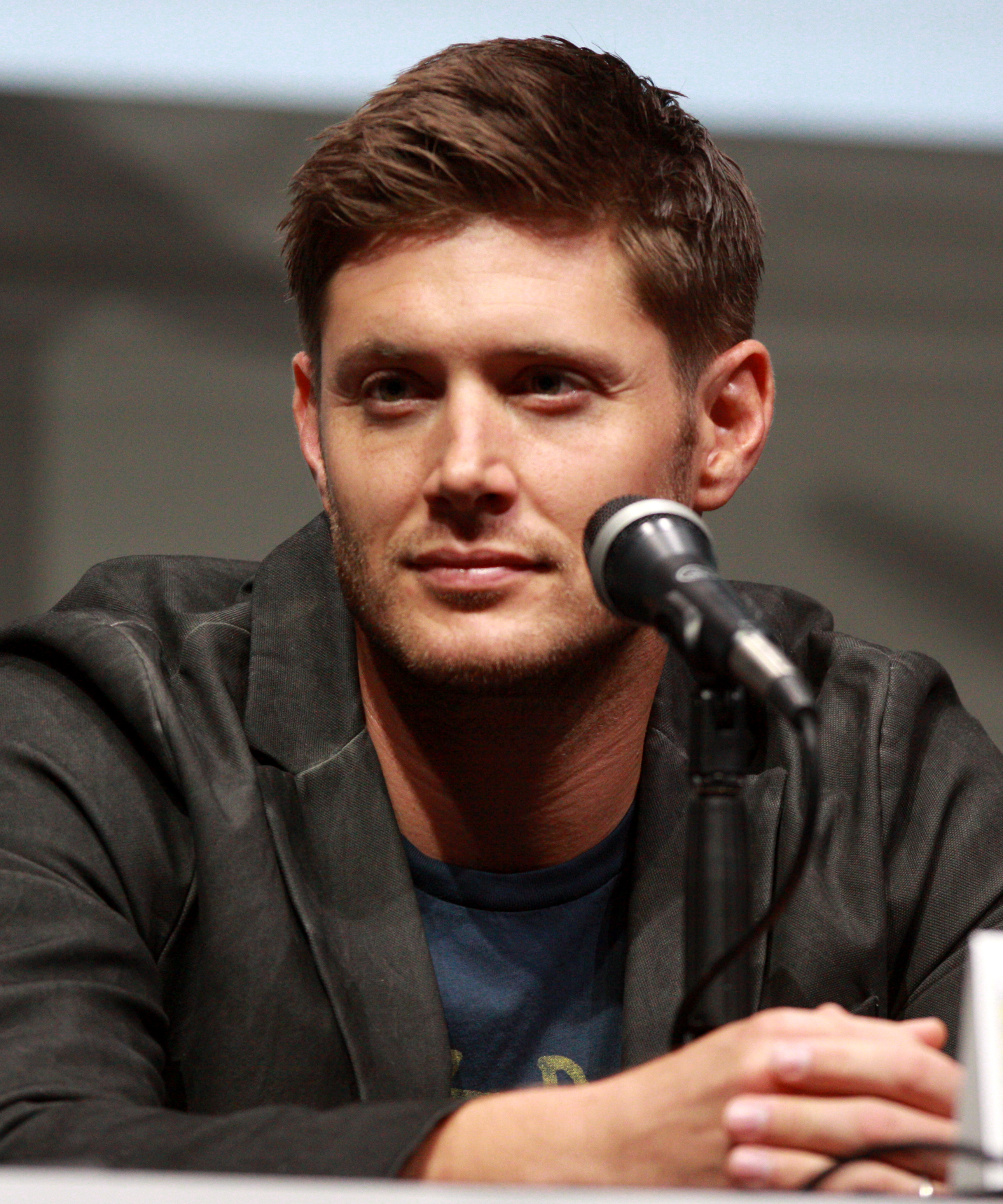
Jensen Ackles joacă rolul lui Dean Winchester.
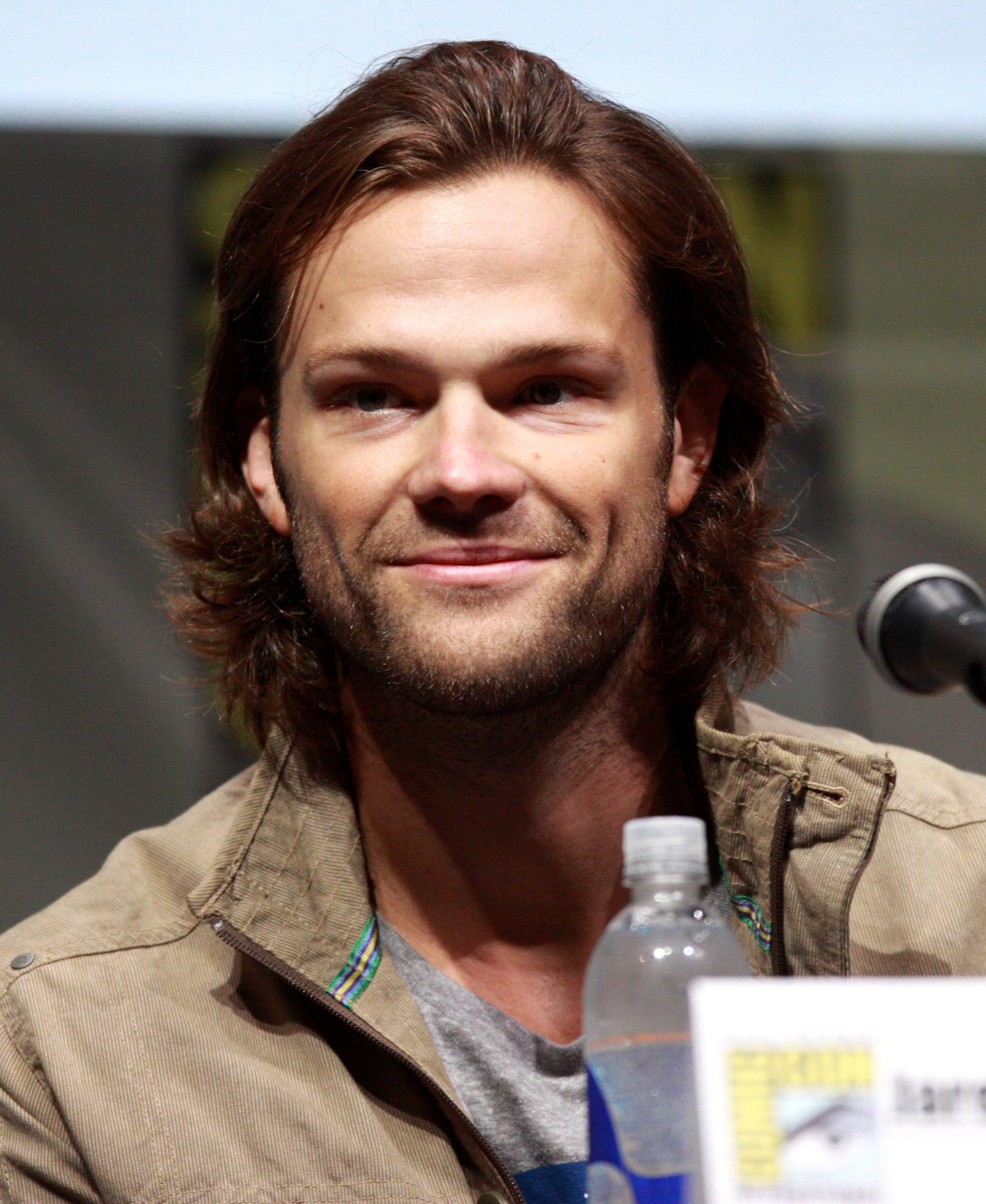
Jared Padalecki joacă rolul lui Sam Winchester.
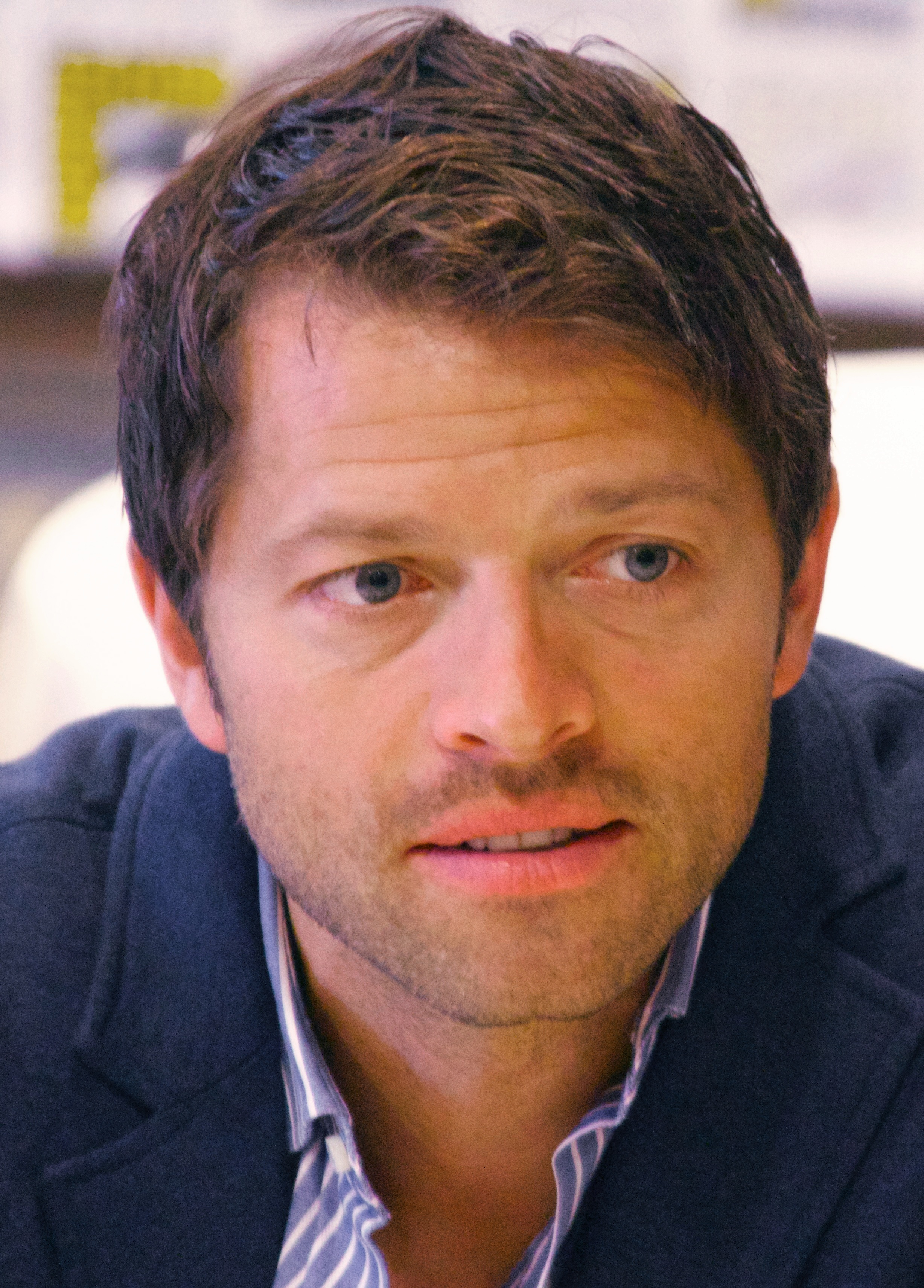
Misha Collins joacă rolul lui Castiel.
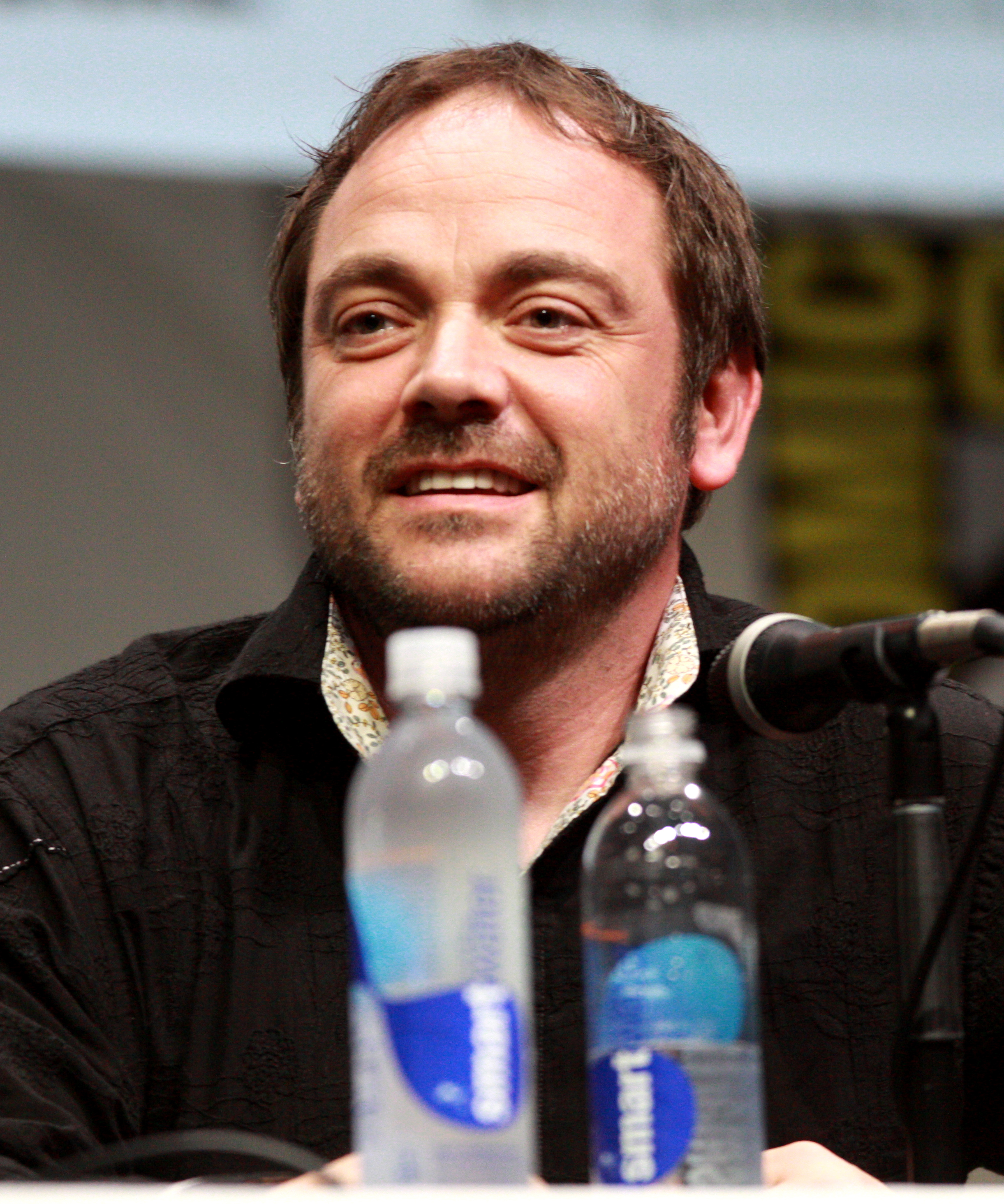
Mark Sheppard joacă rolul lui Crowley.

### Actori secundari

#### Oameni
| Personaj                    | Apariție                          | Statut actual | Actor                              |  |
| --------------------------- | --------------------------------- | ------------- | ---------------------------------- |  |
| Mary Winchester             | Sezonul 1, 2, 4, 6, 12, 13, 14    | Decedat       | Samantha Smith, Amy Gumenick       |  |
| John E. Winchester          | Sezonul 1, 2, 4, 5, 8, 14         | Decedat       | Jeffrey Dean Morgan, Matt Cohen    |  |
| Bobby Singer                | Sezonul 1, 2, 4, 5, 6, 7, 8, 9    | Decedat       | Jim Beaver                         |  |
| Jessica Moore               | Sezonul 1, 2, 5                   | Decedată      | Adrianne Palicki                   |  |
| Ed Zeddmore                 | Sezonul 1, 3, 4, 5, 9             | În viață      | A.J. Buckley                       |  |
| Harry Spangler              | Sezonul 1, 3, 4, 5, 9             | În viață      | Travis Wester                      |  |
| Gordon Walker               | Sezonul 2, 3                      | Decedat       | Sterling K. Brown                  |  |
| Ellen Harvelle              | Sezonul 2, 5, 6, 15               | Decedată      | Samantha Ferris                    |  |
| Joanna Beth « Jo » Harvelle | Sezonul 2, 5, 7                   | Decedată      | Alona Tal                          |  |
| Ash                         | Sezonul 2, 5                      | Decedat       | Chad Lindberg                      |  |
| Rufus Turner                | Sezonul 3, 5, 6, 7                | Decedat       | Steven Williams                    |  |
| Bela Talbot                 | Sezonul 3                         | Decedată      | Lauren Cohan                       |  |
| Lisa Braeden                | Sezonul 3, 5, 6                   | În viață      | Cindy Sampson                      |  |
| Ben Braeden                 | Sezonul 3, 5, 6                   | În viață      | Nicholas Elia                      |  |
| Adam Milligan               | Sezonul 4, 5, 15                  | Decedat       | Jake Abel                          |  |
| Pamela Barnes               | Sezonul 4, 5                      | Decedată      | Traci Dinwiddie                    |  |
| Chuck Shurley aka Dumnezeu  | Sezonul 4, 5,10,11, 14,15         | În viață      | Rob Benedict                       |  |
| Samuel Campbell             | Sezonul 4, 6                      | Decedat       | Mitch Pileggi                      |  |
| Becky Rosen                 | Sezonul 5, 7                      | În viață      | Emily Perkins                      |  |
| Martin Creaser              | Sezonul 5, 8                      | Decedat       | Jon Gries                          |  |
| Shériff Jody Mills          | Sezonul 5, 6, 7, 8, 9, 13, 14, 15 | În viață      | Kim Rhodes                         |  |
| Gwen Campbell               | Sezonul 6                         | Decedată      | Jessica Heafey                     |  |
| Christian Campbell          | Sezonul 6                         | Decedat       | Corin Nemec                        |  |
| Frank Deveraux              | Sezonul 7                         | Decedat       | Kevin McNally                      |  |
| Garth                       | Sezonul 7, 8, 9                   | În viață      | Dj Qualls                          |  |
| Charlie Bradbury            | Sezonul 7, 8, 9, 10               | Decedată      | Felicia Day                        |  |
| Kevin Tran                  | Sezonul 7, 8, 9                   | Decedat       | Osric Chau                         |  |
| Linda Tran                  | Sezonul 7, 8, 9                   | În viață      | Khaira Ledeyo și Lauren Tom        |  |
| Krissy Chambers             | Sezonul 7, 8                      | În viață      | Madison McLaughlin                 |  |
| Amélia                      | Sezonul 8                         | În viață      | Liane Balaban                      |  |
| Henry Winchester            | Sezonul 8, 9                      | Decedat       | Gil McKinney                       |  |
| Kaia Nieves                 | Sezonul 13,15                     | În viață      | Yadira Guevara-Prip                |  |
| Claire Novak                | Sezonul 4, 10, 11, 12, 13         | În viață      | Sydney Imbeau, Kathryn Love Newton |  |
| Donna Hanscum               | Sezonul 9, 10, 11, 13, 14, 15     | În viață      | Briana Buckmaster                  |  |
| Kelly Kline                 | Sezonul 12, 13, 14                | Decedat       | Courtney Ford                      |  |
| Arthur Katch                | Sezonul 12, 13, 14, 15            | Decedat       | David Haydn-Jones                  |  |

#### Demoni
| Personaj                            | Apariție                          | Statut actual        | Actor                               |
| ----------------------------------- | --------------------------------- | -------------------- | ----------------------------------- |
| Crowley aka Fergus Roderick MacLeod | Sezonul 5, 6, 7, 8, 9, 10, 11, 12 | Decedat (sinucidere) | Mark Sheppard                       |
| Meg Masters                         | Sezonul 1, 2, 4, 5, 6, 7, 8       | Decedată             | Nicki Aycox, Rachel Miner           |
| Azazel                              | Sezonul 1, 2, 4, 6                | Decedat              | Fredric Lehne                       |
| Ruby                                | Sezonul 3, 4, 6, 15               | Decedată             | Katie Cassidy, Genevieve Cortese    |
| Lilith                              | Sezonul 3, 4, 15                  | Decedată             | Sierra McCormick, Katherine Boecher |
| Alastair                            | Sezonul 4                         | Decedat              | Mark Rolston, Christopher Heyerdahl |
| Abaddon                             | Sezonul 8, 9                      | Decedata             | Alaina Huffman                      |
| Cain                                | Sezonul 9,10(un ep)               | Decedat              | Timothy Omundson                    |

#### Îngeri
| Personaj                         | Apariție                                         | Statut actual | Actor                       |
| -------------------------------- | ------------------------------------------------ | ------------- | --------------------------- |
| Castiel (Cass)                   | Sezonul 4, 5, 6, 7, 8, 9, 10, 11, 12, 13, 14, 15 | Decedat       | Misha Collins               |
| Arhanghelul Mihail               | Sezonul 5, 13, 15                                | Decedat       | -                           |
| Arhanghelul Lucifer              | Sezonul 5, 7, 11, 12, 13, 14, 15                 | Decedat       | Mark Pellegrino             |
| Arhanghelul Rafael               | Sezonul 5, 6                                     | Decedat       | Demore Barnes, Lanette Ware |
| Arhanghelul Gavril               | Sezonul 2, 3, 5, 9,13                            | Decedat       | Richard Speight Jr          |
| Uriil                            | Sezonul 4, 5                                     | Decedat       | Robert Wisdom               |
| Anna Milton                      | Sezonul 4, 5                                     | Decedată      | Julie McNiven               |
| Zaharia                          | Sezonul 4, 5                                     | Decedat       | Kurt Fuller                 |
| Baltazar                         | Sezonul 6                                        | Decedat       | Sebastian Roché             |
| Rachel                           | Sezonul 6                                        | Decedată      | Sonya Salomaa               |
| Naomi                            | Sezonul 8,13,14                                  | În viață      | Amanda Tapping              |
| Samandriel                       | Sezonul 8                                        | Decedat       | Tyler Johnston              |
| Metatron                         | Sezonul 8, 9, 10,11                              | Decedat       | Curtis Armstrong            |
| Gadreel                          | Sezonul 9                                        | Decedat       | Tahmoh Penikett             |
| Bartolomeu                       | Sezonul 9                                        | Decedat       | Adam J. Harrington          |
| Hannah                           | Sezonul 9,10,11                                  | Decedat       | Erica Carroll               |
| Anna                             | Sezonul 4,5                                      | Decedată      | Julie McNiven               |
| Nefilimul Jack Klain aka New God | Sezonul 12, 13, 14, 15                           | În viață      | Alexander Calvert           |

#### Călăreții Apocalipsei
| Personaj | Apariție               | Statut actual | Actor           |
| -------- | ---------------------- | ------------- | --------------- |
| Războiul | Sezonul 5              | Neutralizat   | Titus Welliver  |
| Foametea | Sezonul 5              | Neutralizat   | James Otis      |
| Ciuma    | Sezonul 5              | Neutralizat   | Matt Frewer     |
| Moartea  | Sezonul 5, 6, 7, 9, 10 | Decedat       | Julian Richings |

#### Leviatani
| Personaj               | Apariție  | Statut actual | Actor                |
| ---------------------- | --------- | ------------- | -------------------- |
| Richard « Dick » Roman | Sezonul 7 | Decedat       | James Patrick Stuart |
| Edgar                  | Sezonul 7 | Neutralizat   | Benito Martinez      |
| Dr. Gaines             | Sezonul 7 | Neutralizat   | Cameron Bancroft     |
| Chet                   | Sezonul 7 | Neutralizat   | Sean Owen Roberts    |
| Susan                  | Sezonul 7 | Neutralizată  | Olivia Cheng         |

#### Alte creaturi și (semi)zei
| Personaj       | Apariție           | Statut actual | Actor               |
| -------------- | ------------------ | ------------- | ------------------- |
| Tessa          | Sezonul 2, 4, 6, 9 | Decedată      | Lindsey McKeon      |
| Lenore         | Sezonul 2, 6       | Decedat       | Amber Benson        |
| Vampirul Alpha | Sezonul 6, 7,12    | Decedat       | Rick Worthy         |
| Eve            | Sezonul 6          | Decedată      | Julia Maxwell       |
| Dr Visyak      | Sezonul 6          | Decedată      | Kim Johnston Ulrich |
| Benny          | Sezonul 8,10       | Decedat       | Ty Olsson           |